# كرويان (سقز)
قرية كرويان (بالكردية: کەرویان) هي إحدى القرى التابعة لـمیره دیه في ريف قسم مركزي من مقاطعة سقز، في محافظة كردستان الإيرانية.

## السكان
حسب إحصاءات سنة 2006، بلغ إجمالي السكان في كرويان 205 نسمة وعدد المساكن 35 مسكن. لغة سكان كرويان هي اللغة الكردية و هم من أهل السنة والجماعة والمذهب الشافعي.